# خانه بهلول گنابادی
خانه بهلول گنابادی مربوط به دوره قاجار است و در شهرستان گناباد، روستای بیلند واقع شده و این اثر در تاریخ ۲۴ خرداد ۱۳۹۰ با شمارهٔ ثبت ۳۰۲۸۷ به‌عنوان یکی از آثار ملی ایران به ثبت رسیده است.